# Мусе (Об)
Мусе́ (фр. Moussey) — коммуна во Франции, находится в регионе Шампань — Арденны. Департамент — Об. Входит в состав кантона Буйи. Округ коммуны — Труа.
Код INSEE коммуны — 10260.
Коммуна расположена приблизительно в 150 км к юго-востоку от Парижа, в 85 км южнее Шалон-ан-Шампани, в 10 км к югу от Труа.

## Население
Население коммуны на 2008 год составляло 520 человек.
| 1962 | 1968 | 1975 | 1982 | 1990 | 1999 | 2008 |
| ---- | ---- | ---- | ---- | ---- | ---- | ---- |
| 300  | 271  | 277  | 411  | 398  | 399  | 520  |

## Администрация
| Период | Период | Фамилия     | Партия | Примечания |
| ------ | ------ | ----------- | ------ | ---------- |
| 2001   | 2008   | Клод Дегуа  |        |            |
| 2008   |        | Брюно Фарин |        |            |

## Экономика
В 2007 году среди 308 человек в трудоспособном возрасте (15—64 лет) 231 были экономически активными, 77 — неактивными (показатель активности — 75,0 %, в 1999 году было 74,7 %). Из 231 активных работали 217 человек (116 мужчин и 101 женщина), безработных было 14 (8 мужчин и 6 женщин). Среди 77 неактивных 22 человека были учениками или студентами, 33 — пенсионерами, 22 были неактивными по другим причинам.

## Достопримечательности
- Церковь Сен-Мартен (XII век). Памятник истории с 1926 года[3]

## Фотогалерея

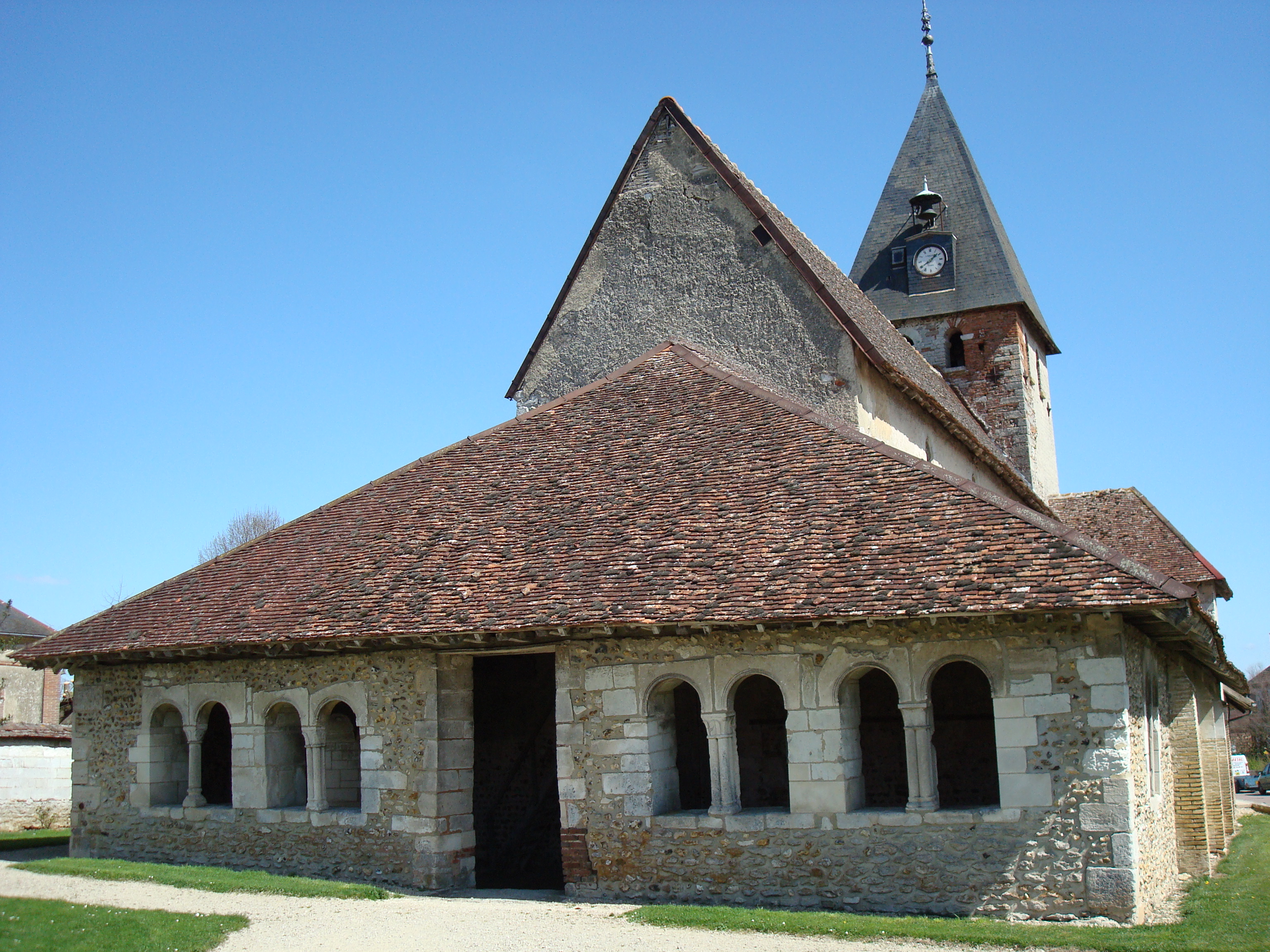
Церковь Сен-Мартен
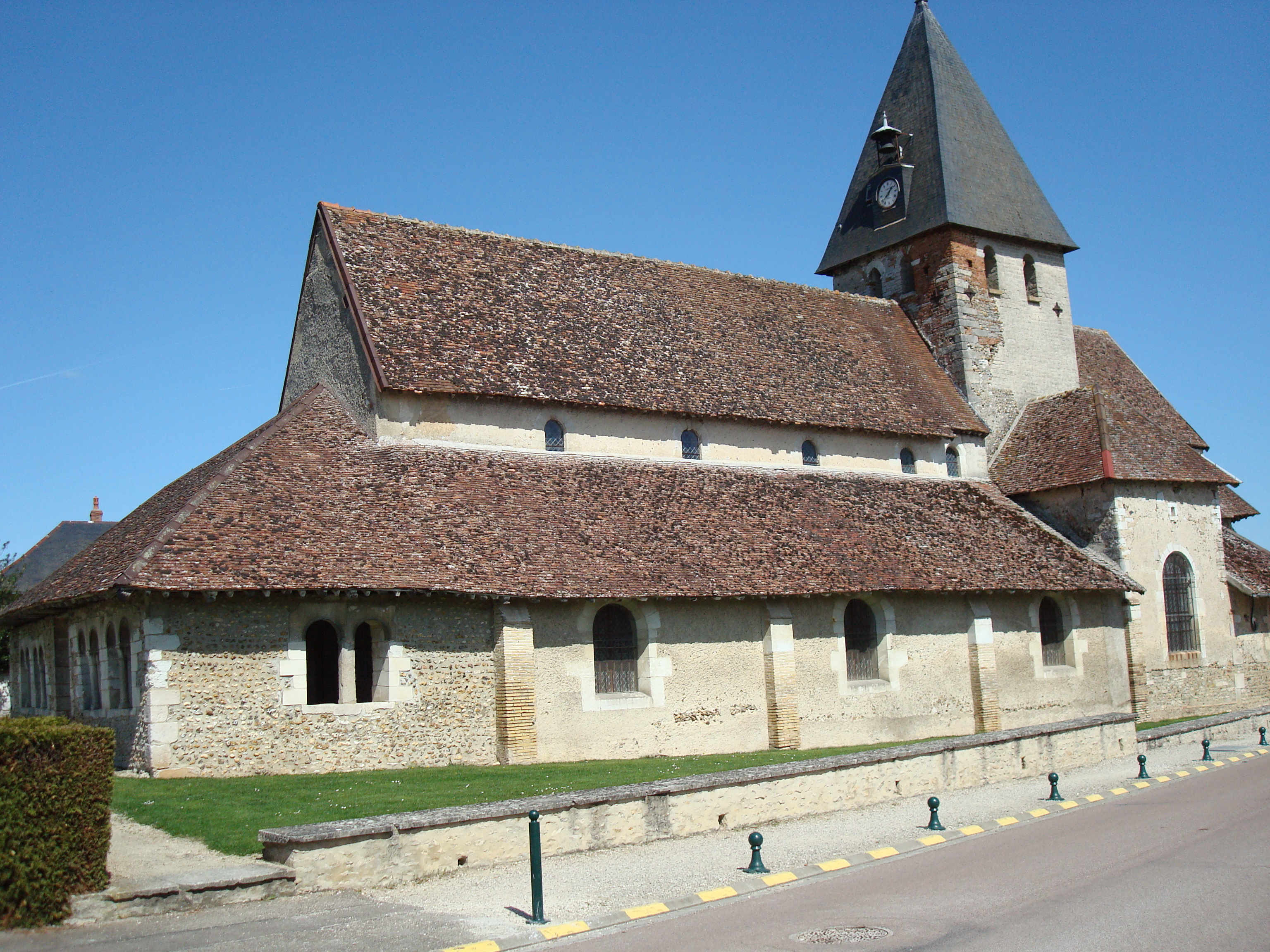
Церковь Сен-Мартен
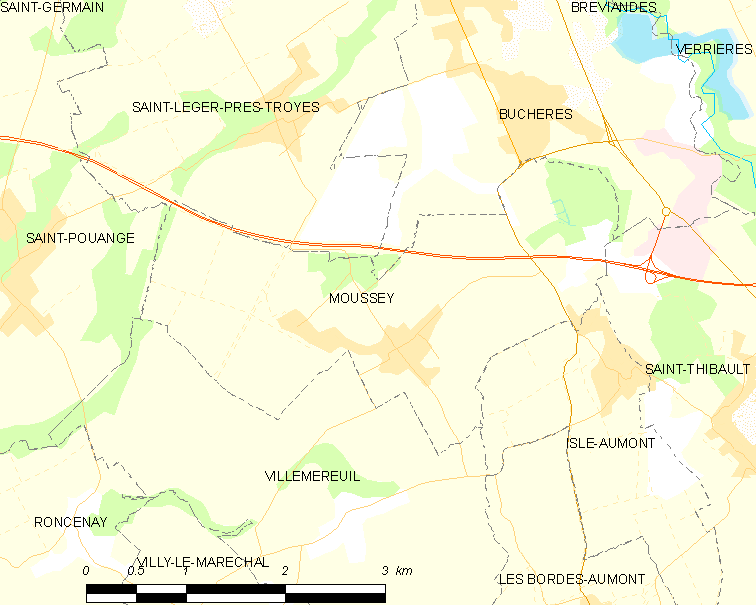
Карта коммуны